# Gábor Kállai
Dans le nom hongrois Kállai Gábor, le nom de famille précède le prénom, mais cet article utilise l’ordre habituel en français Gábor Kállai, où le prénom précède le nom.
Gábor Kállai, est un joueur d'échecs hongrois né le 21 février 1959 à Budapest, et décédé le 31 décembre 2021, grand maître international et auteur de livres sur les échecs.

## Biographie
Kállai reçoit le titre de grand maître international en 1995. Avec l'équipe hongroise, il participe au Championnat du monde d'échecs par équipes de 2001 à Erevan en tant que capitaine et deuxième joueur de réserve. À l'Olympiade d'échecs de 2002, il est le capitaine de l'équipe nationale hongroise. La Hongrie remporte l'argent.
Gábor Kállai décède d'une crise cardiaque le soir du Nouvel An 2021 à l'âge de 62 ans. Entre 2001 et 2005, il est directeur technique de la Fédération hongroise des échecs et capitaine de l'équipe nationale masculine de. De 2006 à sa mort, il est responsable des relations publiques de la Fédération hongroise des échecs.

## Clubs
Kállai a joué en Hongrie jusqu'en 2004 pour le Miskolci SSC, avec lequel il est devenu champion de Hongrie par équipe en 2000 et 2001, lors de la saison 2004–2005 pour Mozgáskorlátozottak PIREMON Sportegyesülete, de 2005 à 2007 pour Postás MATÁV Sport Egyesület, lors de la saison 2008–2009 pour Tabáni Spartacus Sport Egyesület, en saison 2013–2014 pour Budapesti Titánok Sportegyesület et en saisons 2017–2018 et 2019–2020 pour MTK Budapest.
Au cours de la saison 2001-2002, il a joué pour Schachfreunde Neukölln en Bundesliga allemande, et pour le SK Berne dans la Ligue nationale suisse A jusqu'en 2000. En France, Kállai joue le Championnat de France d'échecs des clubs pour le Cercle d'échecs de Strasbourg. Il a disputé la Coupe d'Europe des clubs d'échecs à six reprises entre 1992 et 2007.

## Exemples de parties
Kállai commence généralement ses parties par 1. d4. Son pourcentage de succès est réduit par le fait que plus de la moitié de ses parties se concluent par la nulle.
Kállai-Speelman, 1992
1. d4 Cf6 2. c4 e6 3. Cf3 Adoptant par principe le coup du Cavalier du Roi (et non du Cavalier de la Dame), Kállai ne rencontre jamais la défense nimzo-indienne, mais il ne peut plus jouer la variante d'échange du gambit dame refusé avec Cge2 si son adversaire choisit, comme Speelman ici, 3...d5 au lieu de 3...b6 (défense ouest-indienne). Cela aurait pourtant été plus incisif selon plusieurs sources, 3...d5 4. Cc3 Cbd7 5. cxd5 exd5 6. Ff4 c6 7.e3 Ch5 8. Fg5 Fe7 9. Fxe7 Dxe7 10. Fd3 Cf4 11. 0-0 Cxd3 12. Dxd3 Cf6 13. Ce5 0-0 14. a3 Te8 15. f3 Cd7 16. Cxd7 ½-½.
Kállai répond le plus souvent par la défense Caro-Kann et, dans une moindre mesure, par la défense sicilienne à 1. e4.
Fressinet-Kállai, 2001
1. e4 c6 2. d4 d5 3. Cc3 dxe4 4. Cxe4 Ff5 5. Cg3 Fg6 6. Fc4 e6 7. C1e2 Cf6 8. 0-0 Fd6 9. f4 Dc7 10. f5 Fxf5 11. Cxf5 exf5 12. Txf5 Cbd7 13. Cg3 0-0-0 14. Fxf7 Cc5 15. Df3 Dxf7 16. dxc5 Fxg3 17. hxg3 Dc4 18. Ff4 Dxc2 19. Fd6 The8 20. b4 Db2 21. Td1 Dxb4 22. Tf4 Te4 23. a3? Dc4 24. Tb1 Tde8 25. Rh2 Txf4 26. gxf4?? Te3!! 27. Dd1 h5 28. Tb4 Dd5 (28...Dc2!) 29. Tb1 Cg4+ 30. Rg1 Dxd1+ 31. Txd1 Txa3 32. Te1 Te3 33. Ta1 b6 34. f5 Te8 35. cxb6 axb6 36. Ff8 Te5! 37. Tf1 Ce3 38. Fxg7 Txf5 0-1.
Kállai répond généralement par 1...d5 à 1. d4.
Lputian-Kállai,1989
1. d4 d5 2. c4 dxc4 3. Cf3 c5 4. e3 cxd4 5. Fxc4 Dc7 6. Db3 e6 7. exd4 Cc6 8. 0-0 Cf6 9. Cc3 a6 10. Fe2 Fe7 11. Fg5 0-0 12. Tac1 Cg4 13. Ce4 Fxg5 14. Cexg5  h6 15. Ce4 Df4 16. Dd3 Cf6 17. Cc5 Td8 18. Tfd1 Dd6 19. Db3 Cd5 20. Cxb7?? (20. g3) Fxb7  21. Dxb7 Ca5 0-1.
Bacrot-Kállai, 1998
1. d4 d5 2. Cf3 c5 3. dxc5 e6 4. e4 Fxc5 5. Cc3 Db6 6. Dd2 dxe4 7. Cxe4 Cf6 8. Cxc5 Dxc5 9. b4 De7 10. Fb2 0-0 11. 0-0-0 Cc6 12. a3 Td8 13. Fd3 a6 14. c4 Fd7 15. Rb1 h6? (15...e4)  16. g4 (16. The1!) 16...e5 17. Tdg1 Fxg4 18. De3 Dd7 19. Fc2 Ff5 20. Cxe5 Fxc2+ 21. Rxc2 Df5+ 22. Rc1 Cxe5 23. Dxe5 Dxf2 24. Dxf6 De3+ 25. Rb1 Td1+ 26. Txd1 gxf6 27. Fxf6 Rh7 28. Fb2 De4+ 29. Ra1 Td8 30. Tde1 Dxc4 31. h4 Db3 32. Thg1 Tg8 33. h5 Txg1 34. Txg1 f6 35. Rb1 Dd5 36. Ra1 Dxh5 37. Fxf6 De2 38. Fb2 h5 39. Fc3 0-1.